# 감사교육원
감사교육원(監査敎育院, Audit and Inspection Training Institute)은 감사원 소속 직원 및 이 법에 따른 감사대상 기관의 감사 또는 회계업무 종사자에 대한 교육을 관장하는 대한민국 감사원의 소속기관이다. 1995년 1월 5일 발족하였으며, 경기도 파주시 광탄면 기산로 207-160에 위치하고 있다. 원장은 고위감사공무원단에 속하는 일반직공무원으로 보한다.

## 직무
- 감사원 소속 공무원과 「감사원법」에서 정한 감사대상기관에서 감사 또는 회계업무에 종사하는 자에 대한 교육훈련의 실시에 관한 사무

## 연혁
- 1963년 3월 20일: 감사원 총무과에서 직원의 교육훈련에 관한 사무를 담당.[4]
- 1973년 2월 19일: 공무원 교육에 관한 사무를 기획실 교육담당관실로 이관.[5]
- 1981년 11월 2일: 공무원 교육에 관한 사무를 심의실로 이관.[6]
- 1985년 8월 16일: 공무원 교육에 관한 사무를 감사교육실로 이관.[7]
- 1995년 1월 5일: 감사교육원으로 승격.[8]
- 1999년 8월 16일: 현 청사 신축 이전.
- 2009년 12월 1일: 사이버 강의 개설.

## 조직

### 원장
- 교육지원과[9]

교육운영부
- 교육운영제1과[9]
- 교육운영제2과[9]